# Thunderdome
A Thunderdome az első olyan party-sorozat, amely a 90-es évek elején megjelenő albumaival a Hardcore techno zenei stílusát Hollandiából egész Európába exportálta, majd az egész világon is ismertté tette. Sok ember él a világon aki a Thunderdome-ot hamarabb ismerte mint magát a Hardcore technót. A rendezvény koncepciója az volt, hogy a lehető legszélesebb közönség előtt prezentálhassák a hardcore-t. A nagy népszerűségnek örvendő Thunderdome-ot az előadók sokféleképpen kezdték el játszani. Néhány év után rengeteg más stílusból vonzott be előadókat, akik között néhányan megpróbálták gyorsabban, dallamosabban, vidámabban vagy éppen sötétebben előadni az eredeti elképzelést, ez külön külön alstílusok megjelenését vonta maga után. Rengeteg más party-sorozat indult, ennél is több album prezentálta az ekkorra már szerteágazódó stílust. A 90-es évek közepén élte fénykorát az eredeti vonal, a Thunderdome. Ez időben rengeteg party és album jelent meg egy adott éven belül is. A 90-es évek végén a Thunderdome elveszítette vezető, és meghatározó szerepét. Olyannyira, hogy 2000-ben, nem került megrendezésre egyetlen rendezvény sem és album sem jelent meg. Ez idő alatt egy másik régi kiadó, a Masters of Hardcore vette át a legnépszerűbb albumok forgalmazását, rengeteg rendezvény szervezésével fűszerezve. 2001-től újraindult a teljes mértékben átalakult Thunderdome party-sorozat, évente egy-két megrendezett partyval, és egy-két kiadott albummal. Néhány évre visszamenőleg bevett szokássá vált, hogy az ID&T, az év végén, december közepén megrendezi a jelenleg is legnagyobb, és leghíresebb elektronikus zenei rendezvényét Hollandiában, a Thunderdome-ot. A rendezvény előtt néhány nappal, hagyományszerűen megjelennek az albumok is, melyeket a zenei irányzatot kedvelői előszeretetttel keresnek.
A Thunderdome rendezvényeket kezdetben főképp négy dj alkotta, név szerint: DJ Dano (Daniel Leeflang), DJ The Prophet (Dov Elkabas), DJ Gizmo (Ferry Salee) és DJ Buzz Fuzz (Mark Vos). Ők voltak az álomcsapat.
Később olyan nagy nevek léptek fel a rendezvényeken mint például: Neophyte (Jeroen Streunding), Angerfist (Danny Masseling), DJ Panic, Ophidian (Conrad Hoyer), Darkraver (Steve Sweet), 3 Steps Ahead (Peter-Paul Pigmans), DJ Dana (Dana van Dreven), DJ Korsakoff, DJ Promo, Bass D & King Matthew, Public Domain, Lenny Dee, Rob Gee, Smurref, DJ X-Ess, és Ruffneck.
Napjainkban az év legnagyobb elektronikus zenei rendezvénye Utrecht-ben (Hollandia) kerül megrendezésre, ahová szinte a világ minden tájáról érkeznek a Hardcore Techno rajongói a Gabber-ek.

## Az ID&T Thunderdome rendezvényei
2012-12-15 THUNDERDOME-The final exam @ Amsterdam Rai
2011-12-17 Thunderdome 2011 'Toxic Hotel' @ JAARBEURS: UTRECHT, NL
2011-08-13 Thunderdome @ The Qontinent 2011 @ Puyenbroeck
2011-08-05 Thunderdome @ Nature One 2011 @ Raketbasis Pydna
2010-12-18 THUNDERDOME 2010 'Breaking Barriers' @ JAARBEURS: UTRECHT, NL
2010-08-14 Thunderdome @ The Qontinent 2010 @ Puyenbroeck
2010-07-30 Thunderdome @ Nature One 2010 @ Raketbasis Pydna
2009-12-19 THUNDERDOME 2009 'Alles naar de klote!' @ JAARBEURS: UTRECHT, NL
2009-09-12 Thunderdome @ Q-Base @ Airport Weeze
2009-08-29 Thunderdome @ Mystery Land 2009 @ Voormalig Floriadeterrein
2009-07-31 Thunderdome @ Nature One 2009 @ Raketbasis Pydna
2009-07-25 Thunderdome @ Dominator 2009 @ E3 strand
2009-05-23 THUNDERDOME 'Fight Night' @ HEINEKEN MUSIC HALL: Amsterdam, NL
2008-12-20 THUNDERDOME 2008 @ JAARBEURS: UTRECHT, NL
2008-08-01 Thunderdome @ nature one 2008 @ Raketbasis Pydna
2008-05-24 THUNDERDOME 'Pay back time' @ HEINEKEN MUSIC HALL: Amsterdam, NL
2007-12-15 THUNDERDOME 2007 'Thunderdome XV - 15 jaar Thunderdome' @ RAI: Amsterdam, NL
2007-09-09 Thunderdome @ Q-Base @ Airport Weeze
2007-08-25 Thunderdome @ mystery land 2007 @ Voormalig Floriadeterrein
2007-08-03 Thunderdome @ Nature One 2007 @ Raketbasis Pydna
2006-12-02 THUNDERDOME 2006 @ JAARBEURS: UTRECHT, NL
2006-08-04 Thunderdome @ Nature One 2006 @ Raketbasis Pydna
2005-12-03 THUNDERDOME 2005 @ JAARBEURS: UTRECHT, NL
2005-08-04 Thunderdome @ Nature One 2005 @ Raketbasis Pydna
2005-07-30 Thunderdome @ Dominator @ Recreatiepark Het Rutbeek
2004-12-04 THUNDERDOME 2004 @ JAARBEURS: UTRECHT, NL
2004-07-29 Thunderdome @ Nature One 2004 @ Raketbasis Pydna
2003-10-25 THUNDERDOME 2003 @ JAARBEURS: UTRECHT, NL
2003-08-01 Thunderdome @ Nature One 2003 @ Raketbasis Pydna
2002-10-12 THUNDERDOME 2002 Thunderdome A Decade @ RAI: Amsterdam, NL
2002-08-02 Thunderdome @ Nature One 2002 @ Raketbasis Pydna
2001-08-25 THUNDERDOME 2001 @ HEINEKEN MUSIC HALL: Amsterdam, NL
2001-08-03 Thunderdome @ Nature One 2001 @ Raketbasis Pydna
2000-04-01 Thunderdome 2000 (cancelled) @ Flanders-Expo Centre: Gent, NL
1999-10-02 THUNDERDOME ‘99 @ THIALF
1998-11-28 THUNDERDOME ‘98 @ FEC Expo Leeuwarden
1998-09-05 hellraiser vs thunderdome @ SPORTHALLEN ZUID
1998-07-04 Thunderdome @ MysteryLand '98 @ Recreation area Lingebos
1998-02-07 Global Hardcore Nation part 2 @ Sportpaleis Antwerpen
1997-11-29 THUNDERDOME ’97 @ EXPO CENTER HENGELO
1997-10-18 Global Hardcore Nation @ Sportpaleis Antwerpen
1997-07-05 Thunderdome @ MysteryLand '97 @ Recreatieplas Bussloo
1997-05-07 Thunderdome in germany @ Turbinehalle
1997-03-29 Thunderdome '97 @ Sportpaleis Antwerpen
1996-11-16 Thunderdome '96 part 2 @ Sportpaleis Antwerpen
1996-09-21 Thunderdome Schwerin @ sph & kongresshall
1996-06-22 Thunderdome @ mystery land '96 @ Welschap
1996-04-20 THUNDERDOME '96 @ FEC Expo Leeuwarden
1995-08-26 THUNDERDOME VS. HELLRAISER @ SPORTHALLEN ZUID
1995-05-13 Thunderdome Oberhausen @ Revierpark Vonderort
1995-04-29 Thunderdome meets multigroove @ Fun factory
1994-07-11 Thunderdome in germany @ Sporthalle Köln
1994-06-24 Thunderdome @ mystery land @ maasvlakte
1994-04-16 Thunderdome Zurich @ Stadthalle Dietikon @ Zurich airport
1993-11-27 THUNDERDOME ‘93 @ JAARBEURS: UTRECHT, NL
1993-10-09 THUNDERDOME VI @ MARTINIHAL
1993-05-08 THUNDERDOME V @ MARTINIHAL
1993-04-03 THUNDERDOME IV @ THIALF
1993-03-13 THE THUNDERDOME III @ STATENHAL
1993-02-13 THE THUNDER DOME II @ FRIESLANDHALLEN
1992-10-03 THE THUNDER DOME @ THIALF
1992-06-20 THE FINAL EXAM @ JAARBEURS: UTRECHT, NL

## Albumok
- Thunderdome – F*ck Mellow This Is Hardcore From Hell (1993)
- Thunderdome II – Judgement Day (1993)
- Thunderdome III – The Nightmare Is Back (1993)
- Thunderdome IV – The Devil's Last Wish (1993)
- Thunderdome V – The Fifth Nightmare (1994)
- Thunderdome VI – From Hell To Earth (1994)
- Thunderdome VII – Injected With Poison (1994)
- Thunderdome VIII – The Devil In Disguise (1995)
- Thunderdome IX – Revenge Of The Mummy (1995)
- Thunderdome X – Sucking For Blood (1995)
- Thunderdome XI – The Killing Playground (1995)
- Thunderdome XII – Caught In The Web Of Death (1996)
- Thunderdome XIII – The Joke's On You (1996)
- Thunderdome XIV – Death Becomes You (1996)
- Thunderdome XV – The Howling Nightmare (1996)
- Thunderdome XVI – The Galactic Cyberdeath (1997)
- Thunderdome XVII – Messenger Of Death (1997)
- Thunderdome XVIII – Psycho Silence (1997)
- Thunderdome XIX – Cursed By Evil Sickness (1997)
- Thunderdome XX (1998)
- Thunderdome XXI (1998)
- Thunderdome XXII (1998)
- Thunderdome – Hardcore Rules The World (1999)
- Thunderdome – Past, Present, Future (1999)
- Thunderdome 2001 a.k.a. Harder Than Hard (2001)
- Thunderdome 2001 Part 2 (2001)
- Thunderdome 2002 (2002)
- Thunderdome 2003 Part 1 (2003)
- Thunderdome 2003 Part 2 (2003)
- Thunderdome 2nd Gen Part 1 (2004)
- Thunderdome 2005–1 (2005)
- Thunderdome 2006 (2006)
- Thunderdome 2007 (2007)
- Thunderdome XV (2008)
- Thunderdome Fight Night (2009)
- Thunderdome-Breaking barriers (2010)

- Thunderdome-Toxic hotel (2011)

### Különleges kiadványok
- Thunderdome – The Megamix Of Thunderdome 1–5! (1994)
- Thunderdome – Hardcore Will Never Die (The Best Of) (1995)
- Thunderdome Australian Tour Vol 1 – Thunder Downunder (1995)
- Thunderdome – The X–mas Edition (1994)
- Thunderdome '96 – Dance Or Die! (Live Recorded at FEC–Expo Center Leeuwarden 20.04.96) (1996)
- Thunderdome – The Best Of (1996)
- Thunderdome '97 (1997)
- Thunderdome – The Best Of '97 (1997)
- Thunderdome Live Presents Global Hardcore Nation (1997)
- Thunderdome Live – Recorded at Mystery Land The 4th of July 1998 (1998)
- Thunderdome – The Best Of '98 (1998)
- Thunderdome – The Essential '92–'99 Collection (1999)
- Thunderdome – A Decade Live (2002)
- Thunderdome Turntablized: Mixed by Unexist (2004)

## Fordítás
- Ez a szócikk részben vagy egészben  a   Thunderdome (music festival) című angol Wikipédia-szócikk fordításán alapul.  Az eredeti cikk szerkesztőit annak laptörténete sorolja fel. Ez a jelzés csupán a megfogalmazás eredetét és a szerzői jogokat jelzi, nem szolgál a cikkben szereplő információk forrásmegjelöléseként.

## További információ
- ID&T
- ID&T